# Atarashii Gakko!
Atarashii Gakko! ist eine 2015 gegründete Idol-Gruppe. In Japan ist die Gruppe auch unter dem Namen Atarashii Gakkō no Leaders! (新しい学校のリーダーズ ~ Rīdāzu, deutsch ‚Neue Schulanführer‘) bekannt.

## Mitglieder
| Aktive Mitglieder |                    |         |
| Mizyu             | 22. Dezember 1998  | Tokio   |
| Rin               | 11. September 2001 | Saitama |
| Suzuka            | 29. November 2001  | Ōsaka   |
| Kanon             | 18. Januar 2002    | Gunma   |

## Geschichte
Gegründet wurde die Idol-Gruppe im Jahr 2015. Die Aktivität als Gesangs- und Tanzgruppe begann zwei Jahre später. Am 7. Juni 2017 erschien mit Dokubana ihre Debütsingle, welche Platz 85 der heimischen Singlecharts erreichen konnte, während ihre zweite Single Kimiwaina auf Platz 190 einstieg.
Unter dem Motto „Mit Individualität und Freiheit aus der intoleranten Gesellschaft herauszustechen, in der nur Vorzeigemenschen wertgeschätzt werden“, absolviert die Gruppe ihre Konzerte in Schulmädchenuniformen.
In den Jahren 2018 und 2019 erschienen Maenarawanai und Wakage Gaitaru, die beide in den nationalen Albumcharts landen konnten. 2021 und 2023 erfolgte die Herausgabe der EPs Snacktime und Ichijikikoku. Ihre im Jahr 2020 veröffentlichte neunte Single Otonablue wurde zu Beginn wenig beachtet, entwickelte sich aber im Jahr 2023 zu einem viralen Hit in den sozialen Medien. Wegen des überraschenden Erfolgs des Liedes wurde ein Musikvideo produziert und im März 2023 veröffentlicht. Dieses wurde mehr als 72 Millionen Mal auf YouTube angesehen, die Aufnahme bei The First Take auf YouTube mehr als 69 Millionen Mal (Stand: Oktober 2024). Für das Musikvideo erhielt die Gruppe eine Auszeichnung bei den MTV Video Music Awards Japan in der Kategorie Best Choreography und wurde zudem für die Kategorie Video of the Year nominiert.
Außerhalb Japans steht die Idol-Gruppe bei 88rising unter Vertrag und veröffentlichte mit Nainainai im Januar 2021 ihre erste internationale Single. Mitte August des Jahres 2023 veröffentlichte die Gruppe mit Maningen eine EP, welche Platz sieben der heimischen Albumcharts erreichen konnte.
Im Dezember des Jahres 2022 spielte die Gruppe im Rahmen des Head in the Clouds erstmals außerhalb Japans Konzerte. Diese fanden in Manila und Jakarta statt. Mit Nemophila war die Gruppe im Fernsehformat Songs of Tokyo des Senders NHK zu sehen, die am 20. und 27. Juni 2022 gezeigt wurde. Außerdem traten Atarashii Gakko! auf dem gleichnamigen, zum Showformat gehörenden Musikfestival im Oktober gleichen Jahres auf. Am 21. Mai 2023 spielte die Gruppe ihr erstes Konzert in den Vereinigten Staaten. Dieses fand in New York City als Teil des Head-in-the-Clouds-Festivals statt. Im August gleichen Jahres nahm die Gruppe an der Austragung des Musikfestivals in Los Angeles, Kalifornien teil. Am 15. September 2023 trat die Gruppe bei einem Konzert auf dem Gelände des Marina Bay Street Circuit in Singapur auf, welches Teil des Großen Preises von Singapur 2023 war. Im November absolvierte die Gruppe ihre erste Nordamerikatournee, wobei erstmals Konzerte in Mexiko und Kanada gespielt wurden. Im Dezember 2023 folgten Festivalauftritte in Thailand und Hongkong.
Am 7. Dezember 2023 traten Atarashii Gakko! in der Late-Night-Sendung Jimmy Kimmel Live! auf, in der die Gruppe ihr Lied Tokyo Calling aufführte. Sechs Tage später veröffentlichte die Gruppe eine Neuauflage ihrer EP Ichijikikoku, welche ursprünglich im April gleichen Jahres herausgegeben wurde. Im April 2024 spielte die Gruppe erstmals auf dem Coachella Valley Music and Arts Festival. Zwischen dem 1. und 12. Juni absolvierte die Gruppe ihre erste Europatournee. Dabei spielte die Girlgroup auf dem Primavera Sound in Barcelona und absolvierte zwei Konzerte in Deutschland. Eine Woche nach dem Ende der Europatournee gibt die Idol-Gruppe Konzerte in Asien, ehe im September und Oktober Konzerte in den Vereinigten Staaten, Kanada und Mexiko folgen.
Am 7. Juni 2024 veröffentlichte die Idol-Gruppe mit AG! Calling ihr erstes Album nach fünf Jahren über 88rising zunächst auf digitaler Ebene als Musikdownload und im Musikstreaming. Das auf dem Album enthaltene Lied Fly High wurde als musikalischer Vorspann für den Anime-Film Hanma Baki VS Kengan Ashura genutzt.

## Musik
Die Musik von Atarashii Gakko! wird in erster Linie dem J-Pop zugeordnet. Ab und zu werden auch Einflüsse anderer Musikrichtungen erkannt, wie etwa aus dem Hip-Hop, Punk oder Jazz. Susanne Schramm von der Westdeutschen Allgemeinen Zeitung, die dem Konzert in der Live Music Hall in Köln beiwohnte, erkannte zudem Einflüsse vom japanischen Techno, Metal, Hip-Hop und Soul. Die Musik der Gruppe wird als „Rebellion gegen die Stereotypen, die für weibliche Idols Jahrzehnte lang Gang und Gäbe waren und teilweise noch sind, gesehen und interpretiert.“
Die Choreographie der Idol-Gruppe zeichnet sich laut Schramm durch einen expressiven Bewegungsstil aus, welcher Elemente des Modern Dance und Streetdance mit Versatzstücken des traditionellen japanischen Tanzes aber auch westlichem Theatergebaren miteinander kombiniert. Auch Headbanging wird von den Sängerinnen bei ihren Konzerten praktiziert. Schramm ordnet die Girlgroup der „Anti-Idol“-Bewegung zu.

## Diskografie
- 2018: Maenarawanai (Album, Victor Entertainment)
- 2019: Wakage ga Itaru (Album, Victor Entertainment)
- 2021: Snacktime (EP, Victor Entertainment)
- 2023: Ichijikikoku (EP, Victor Entertainment)
- 2023: Maningen (EP)
- 2024: AG! Calling (Album, 88rising)

## Auszeichnungen und Nominierungen
| Jahr | Auszeichnung                 | Kategorie                      | für              | Resultat      | Quellen       |
| ---- | ---------------------------- | ------------------------------ | ---------------- | ------------- | ------------- |
| 2023 | Japan Record Awards          | Best Work Award                | Otona Blue       | Nominiert     | [ 29 ]        |
| 2023 | Japan Record Awards          | Song of the Year Award         | Otona Blue       | Gewonnen      | [ 29 ]        |
| 2023 | MTV Video Music Awards Japan | Video of the Year              | Otona Blue       | Nominiert     | [ 6 ]         |
| 2023 | MTV Video Music Awards Japan | Best Choreography              | Otona Blue       | Gewonnen      | [ 6 ]         |
| 2024 | Berlin Music Video Awards    | Beste Regie                    | Tokyo Calling    | Dritter Platz | [ 30 ]        |
| 2024 | CD Shop Awards               | Grand Prix (Blau)              | Maningen         | Gewonnen      | [ 31 ] [ 32 ] |
| 2024 | CD Shop Awards               | Finalist Award                 | Maningen         | Gewonnen      | [ 31 ] [ 32 ] |
| 2025 | Music Awards Japan           | Best Japanese Dance Pop Artist | Atarashii Gakko! | Ausstehend    | [ 33 ]        |
| 2025 | Music Awards Japan           | Best Japanese Dance Pop Song   | Otona Blue       | Ausstehend    | [ 33 ]        |
| 2025 | Music Awards Japan           | Best Dance Performance         | Otona Blue       | Ausstehend    | [ 33 ]        |